# Гуманитарный штаб Рината Ахметова

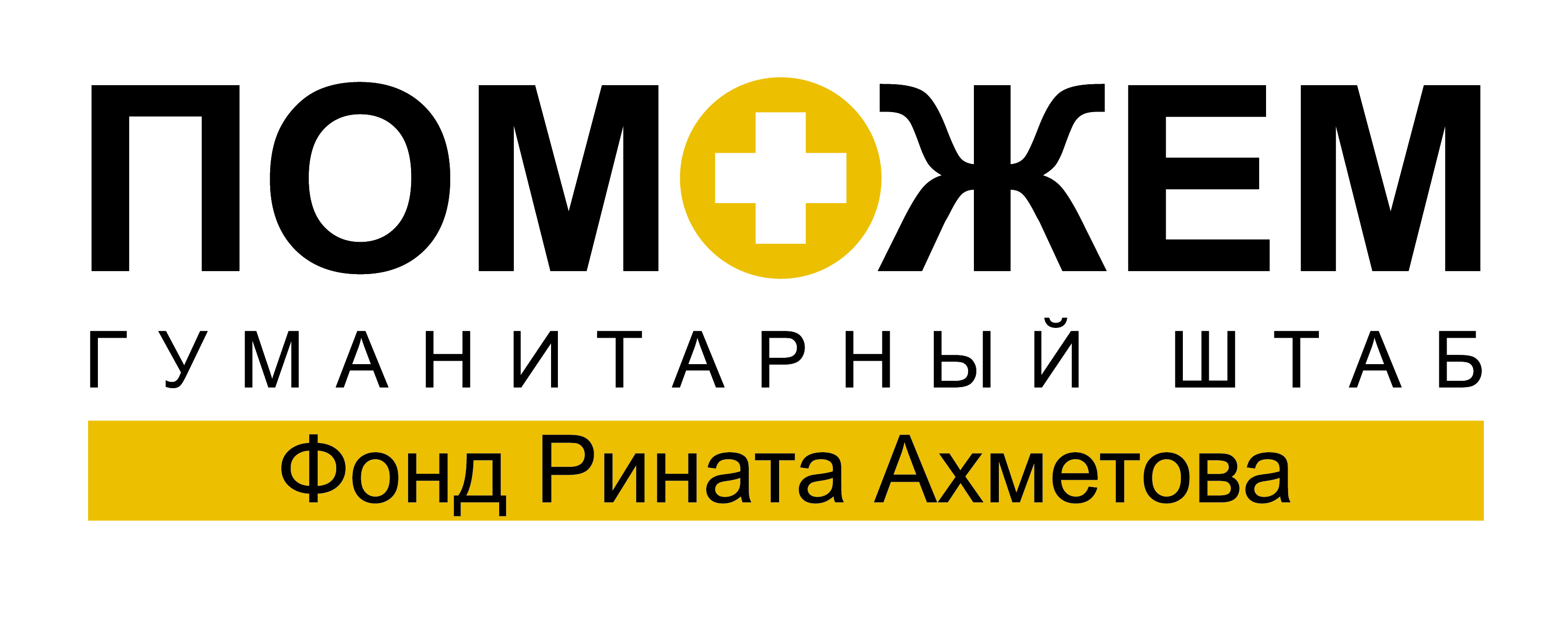
Логотип Гуманитарного Штаба

Гуманита́рный штаб Рина́та Ахме́това — гуманитарная миссия на Украине, которая работает в Донбассе. Он был создан 6 августа 2014 года с целью оказания помощи мирному населению Донецкой и Луганской областей, пострадавшему в результате военных действий в Донбассе. Штаб объединил ресурсы Фонда Рината Ахметова, всех бизнесов Группы СКМ, а также ФК «Шахтер».
Гуманитарный штаб — инициатива Рината Ахметова. Данная организация нацелена на быстрое реагирование и оказание практической и гуманитарной помощи мирным жителям. Сначала предоставлением помощи занимался Фонд Рината Ахметова, который работает с 2005 года, а в августе 2014 года был основан Гуманитарный Штаб на базе Фонда. Его главной целью было спасать людей.
До февраля 2017 года Гуманитарный штаб работал по обе стороны линии соприкосновения. С марта 2017 года власти Донецкой Народной Республики запретили деятельность Гуманитарного штаба на территории, находящейся под их контролем. Но Гуманитарный штаб продолжил свою деятельность на подконтрольной Украине территории и в так называемой «серой зоне».
По состоянию на март 2018 года, Гуманитарным штабом выдано более 12 млн продуктовых наборов мирным жителям Донбасса и спасено более миллиона человеческих жизней.

## Принципы работы
В августе 2014 года Ахметов использовал футбольный стадион «Донбасс Арена» в качестве склада гуманитарной помощи. За свою общественную миссию стадион получил второе имя — «Арена Милосердия». Именно так его называли местные жители, которым Штаб фактически помогал выживать. Согласно данным из ежегодного отчета Гуманитарного штаба Рината Ахметова за 2014 год, организация организовала эвакуацию около 40 000 человек из зоны конфликта и раздала 1,35 миллиона продуктовых наборов мирному населению. В докладе также говорится, что Штаб придерживается традиционных гуманитарных принципов и ценностей: «Наша цель — полностью соблюдать международных принципов оказания помощи, предусматривающих эффективность, прозрачность, независимость и строгое соблюдение нейтралитета». В 2014 году помощь от Гуманитарного штаба Рината Ахметова получили более 710 000 человек.
С августа 2014 года силами Штаба было эвакуировано более 39 000 человек из зоны боевых действий, выдано 11,7 миллионов продуктовых наборов для взрослых и детей, более 100 000 человек получили адресную медицинскую помощь и поддержку психологов. Директор Гуманитарного штаба Рината Ахметова Александр Вишняков на пресс-конференции подчеркнул, что за три года работы Штаб спас от голода, болезней и обстрелов более одного миллиона человек на востоке Украины и стал крупнейшей гуманитарной миссией в стране".

### Эффективность
Масштаб гуманитарного кризиса в Донбассе таков, что Штаб не может помочь в решении всех проблем. Именно поэтому Гуманитарный Штаб Рината Ахметова работает в четко определенных направлениях, в которых оказывает помощь системно, понимая реальную ситуацию и помогая тем, кто нуждается в помощи больше всего. Интересы людей лежат в основе внимания Гуманитарного штаба. Главная задача — максимально эффективно оказывать помощь мирному населению, которое пострадало в ходе конфликта, в рамках существующих ресурсов. Помощь Штаба должна дойти, прежде всего, до тех, кто в ней больше всего нуждается (старики, инвалиды, дети).

### Прозрачность
В своей работе Штаб руководствуется четкими и понятными принципами и процедурами, в соответствии с лучшими мировыми стандартами. Решения Гуманитарного соответствуют миссии Фонда Рината Ахметова, а также целям и задачам Штаба.
Штаб работает с теми гуманитарными партнерами, которые разделяют принципы и ценности Штаба. На решения Штаба не влияют коммерческие и государственные организации. Никто не может повлиять на принятие решений, если они идут вразрез с принципами организации.

### Нейтральность и баланс
Работа Штаба не зависит от политики и политиков. Штаб оказывает помощь всему мирному населению Донбасса, вне зависимости от пола, вероисповедания, уровня жизни до войны и других параметров.
Штаб работает и на подконтрольной Украине территории, и на территории, которая Украиной не контролируется.

## Основные гуманитарные программы

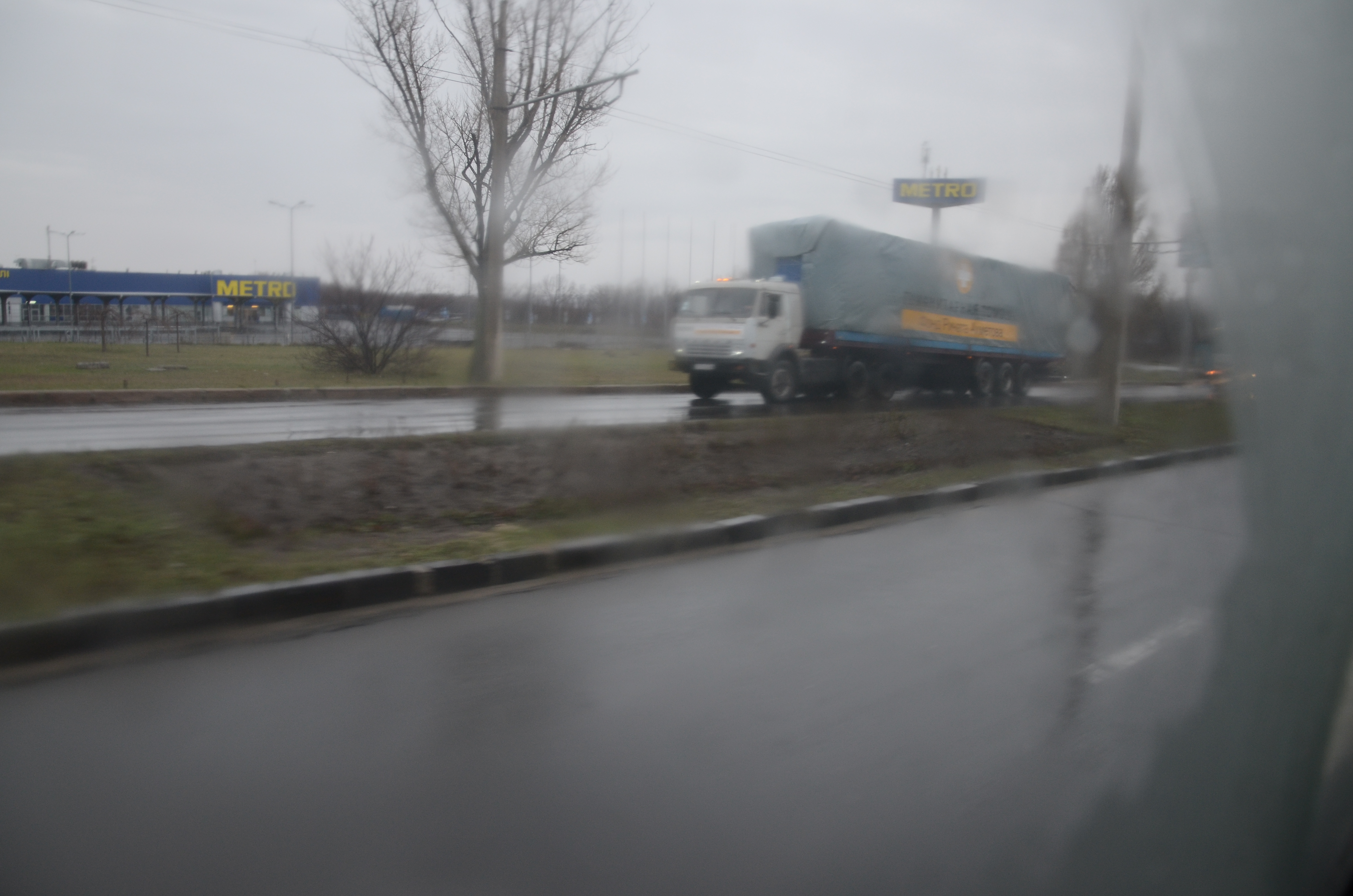
Гуманитарный конвой фонда Ахметова в Донецке в апреле 2015 года

В медицинской сфере Гуманитарный Штаб работает по шести основным направлениям: адресная медицинская помощь, медицинские наборы (аптечки), кардиологическая помощь, лекарства для детей, реабилитация раненых детей, наборы для родов. Психологическая поддержка — еще одно направление, которое продолжает работать, пытаясь помочь всем жителям Донецкой и Луганской областей. По инициативе Гуманитарного штаба Рината Ахметова, 250 психологов Украины прошли обучение на курсе «Травма войны». Они оказывали помощь в детских садах и школах, общественных учреждениях, больницах, специализированных психологических центрах. В 2014—2015 годах психологическую поддержку получили 49 тысяч детей и 6 тысяч взрослых.

### Эвакуация и расселение
Фонд Развитие Украины, а позже — и Гуманитарный штаб, эвакуировал и расселял людей из городов, охваченных боевыми действиями, с начала войны в Донбассе. С мая по декабрь 2014 года Штабом было эвакуировано 39 462 человека и временно расселено 6939 человек. Всего с августа 2014 года усилиями Гуманитарного Штаба было эвакуировано из зоны боевых действий более 39 000 человек.

### Гуманитарная помощь
С августа 2014 года Гуманитарный штаб начал поставлять продовольственные товары для наиболее уязвимых категорий населения; с октября 2014 года гуманитарная помощь была также оказана всем детям в возрасте до трех лет в зоне конфликта. По состоянию на апрель 2017 года Штабом было выдано более 11 миллионов продуктовых наборов.

### Медицинская помощь
Штаб предоставляет помощь на неотложное лечение и проведение операций, реабилитацию раненых детей и доставку лекарств. Такую помощь получили более 30 000 человек. Спустя некоторое время Штаб больше сфокусировался на здоровье детей, беременных женщин, пенсионеров и сирот. Гуманитарный Штаб Рината Ахметова оказывает помощь в проведении срочных и жизненно важных операций, в первую очередь детям, чтобы обеспечить быстрый и эффективный ответ на важнейшие медицинские потребности, как например помощь в приобретении слуховых аппаратов. С 2017 года Штаб запустил проект «Здоровое сердце», цель которого — помочь детям вылечить врожденные пороки. За время действия проекта прооперировано 27 детей, еще 50 детей с врожденным пороком сердца получили помощь в приобретении жизненно важного прибора — окклюдера. В рамках проекта «Лекарства детям» Гуманитарный штаб обеспечивает инсулином, противосудорожными и противоастматическими препаратами всех детей до 16 лет, которые проживают на подконтрольной и неподконтрольной Украине территории Донбасса, а также дети из семей переселенцев.
В сентябре 2019 ко Дню безопасности пациентов по инициативе Президента Украины Владимира Зеленского в регионы направили 20 автомобилей скорой помощи, которые приобрел Фонд Рината Ахметова. Проект, в рамках которого детским областным больницам, станциям «скорой помощи» и амбулаториям сельских общин во всех областях Украины до конца года будет передано 200 машин «скорой помощи», закупленных по решению Рината Ахметова, был запущен в июне 2019 года.

### Психологическая помощь
Программа «Психологическая помощь» ставила задачу помочь детям и их родителям справиться с последствиями стресса, вызванного войной в Донбассе. В 2016 году завершилась активная фаза проекта. Сейчас Штаб продолжает оказывать методическую поддержку специалистам для повышения их квалификации. За три года работы проекта психологическую поддержку Гуманитарного штаба получили порядка 56 000 человек.
Проект «Мирное лето — детям Донбасса» — организация Штабом отдыха и оздоровления для детей Донбасса во время летних каникул. За все время существования проекта на отдыхе побывали более 3500 детей.

## Оценка работы Гуманитарного штаба
Институт международного развития (Overseas Development Institute) в своем отчете «Гуманитарный доступ и местные организации в Украине» описывает работу Штаба таким образом: «Наиболее активным фондом страны, предотвратившим гуманитарную катастрофу в Украине, стал Фонд Рината Ахметова, внесший значительный вклад в гуманитарную деятельность в ДНР до февраля 2017 года, когда фактические власти закрыли сеть пунктов распределения Фонда. Местные гуманитарные организации в Украине в основном состоят из организованных гражданских групп, но эти местные субъекты не могут соответствовать масштабам международной гуманитарной помощи. Единственное исключение — Фонд Рината Ахметова. Созданный миллиардером Ринатом Ахметовым, самым богатым человеком в Украине и одним из самых известных олигархов Донбасса, фонд сыграл значительную роль в предоставлении помощи гражданам, своевременно реагируя на кризис и сфокусировавшись на оказании наиболее существенной помощи, такой как распространение продовольствия и одеял».
После запрета с марта 2017 года властями Донецкой Народной Республики деятельности Гуманитарного штаба на территории, находящейся под их контролем, даже недоброжелатели Рината Ахметова признали, что его помощь была огромной и незаменимой, а продукты от его Штаба на самом деле помогали беднейшим жителям Донецкой области выживать.
29 мая 2018 года в Брюсселе открылась ежегодная Конференция EFC (Европейский центр фондов), в которой с презентацией фотокниги «Донбасс и Мирные» приняли участие Наталья Емченко, член Наблюдательного совета Фонда Рината Ахметова и Роман Рубченко, директор Фонда Рината Ахметова. Фотокнига была представлена в рамках сессии «A matter of culture — Civil society and democratic dialogue in Central and Eastern Europe» («Значение культуры: гражданское общество и демократический диалог в Центральной и Восточной Европе»). Уникальное издание увидело свет благодаря Фонду Рината Ахметова. Наталья Емченко, презентуя книгу, заявила:
```
«Это книга о войне и мирных жителях Донбасса. 11 историй о судьбах самых незащищенных людей: детей, получивших ранения, и стариках, оставшихся в прифронтовой зоне. Все эти люди смогли выжить благодаря помощи Фонда Рината Ахметова. Истории Мирных потрясают. И молчать о них нельзя.  Мы хотим, чтобы о них узнало больше людей, чтобы донести им правду о событиях на Донбассе».
```

За полгода фотокнига была с успехом презентована в Киеве, Брюсселе, Львове и Мариуполе, передана в международные организации и посольства. Издание отметил Украинский библиотечный фонд в номинации «Лучшая социальная фотокнига года». Продолжением фотокниги стал проект «Муралы». Первый из них Фонд Рината Ахметова открыл 21 сентября в Мариуполе.
В июле 2018 года Киевским международным институтом социологии (КМИС) был проведен соцопрос (опрошено 2450 респондентов), согласно которому более 90 % жителей Украины знают деятельности Фонда Рината Ахметова. А работу Гуманитарного штаба, который является самой большой программой Фонда, положительно оценивают 72 % населения.
Деятельность Фонда Рината Ахметова высоко оценили не только в Украине, но и за рубежом. Замглавы миссии ОБСЕ в Украине Александр Хуг говорит:
```
«Я хочу выразить уважение тем организациям, которые помогают мирным гражданам по обе стороны линии соприкосновения. Таким, как Фонд Рината Ахметова, поддержка которого облегчит жизнь нуждающихся. Рад, что помощь продолжают оказывать».
```

Заместитель главы Управления ООН по координации гуманитарных вопросов в Украине Иване Бочоришвили также отметил огромное значение гуманитарной деятельности Фонда Рината Ахметова на Донбассе:
```
«Благотворительный фонд с самого начала конфликта, вот уже столько лет помогает людям на Донбассе. Кроме того, он обменивается информацией с другими международными организациями. Это в наших интересах, потому что мы хотим, чтобы люди получали ту помощь, в которой они реально нуждаются. То, что делает Фонд для жителей Донбасса, неоценимо».
```

С 14 по 17 января 2019 года в стенах Европейского парламента в Страсбурге Фонд Рината Ахметова организовал уникальную экспозицию о мирных жителях Донбасса. Выставка — черно-белые коллажи из фотокниги «Донбасс и Мирные», цветные снимки разрушенных домов и их жителей, видеоролики с участием детей войны — привлекла внимание евродепутатов и представителей дипломатических кругов Украины. В своем приветствии член Европарламента от Консервативной партии Чарльз Тэннок отметил, что его парламентским коллегам выпала уникальная возможность узнать о войне в Украине и о том, как она влияет на повседневную жизнь мирных жителей, оказавшихся в ее эпицентре. Чарльз Тэннок также назвал выдающейся гуманитарную деятельность Фонда Рината Ахметова на Донбассе.
В марте 2019 года фотокнига «Донбасс и Мирные» Фонда Рината Ахметова была представлена на Лондонской книжной ярмарке в рамках Украинского стенда.